# Cheryl Hines
Cheryl Ruth Hines (Miami Beach, 21 de setembro de 1965) é uma atriz e comediante norte-americana, mais conhecida por seu papel como Cheryl David na série Curb Your Enthusiasm (2000–2024) da HBO, ganhando duas indicações ao Emmy Award. Ela também estrelou como Dallas Royce na sitcom Suburgatory (2011–2014) da ABC e fez sua estreia na direção com o filme Serious Moonlight de 2009. Além de atuar, Hines é conhecida por seu trabalho de advocacia e presença pública. Ela é casada com Robert F. Kennedy Jr., o atual Secretário de Saúde e Serviços Humanos dos Estados Unidos.

## Biografia

### Juventude
Hines nasceu em Miami Beach, Flórida, filha de Rosemary Graham Harbolt e um pai que ela descreveu como "meio que um redneck". Parte de sua família veio da cidade de Frostproof, no mesmo estado; Hines cresceu em Tallahassee, onde se filiou ao Young Actors Theatre durante o ensino secundário. Freqüentou também o Lively Technical Center, e, posteriormente, a Universidade da Virgínia Ocidental e a Universidade Estadual da Flórida, antes de se formar na Universidade da Flórida Central.

### Carreira
Hines trabalhou como assistente pessoal do diretor Rob Reiner quando se mudou para Los Angeles. Embora Reiner não tenha tido um papel primordial em sua carreira, costumava sempre assistir aos espetáculos de Cheryl, recém-chegada à Califórnia, para onde se mudara em busca da consagração como atriz, e onde trabalhava fazendo shows de comédia e improviso no Teatro The Groundlings. Entre as pessoas com quem trabalhou no início de sua carreira, está Lisa Kudrow, atriz de Friends. Também adquiriu alguma experiência escrevendo esquetes cômicos, o que lhe ajudou posteriormente, quando trabalhou em Curb Your Enthusiasm, na HBO, como a esposa de Larry David, Cheryl. O programa segue o processo de retroscripting, no qual a trama é apena esboçada, de maneira geral, e cada personagem improvisa, individualmente, de maneira a criar o diálogo.
Em julho de 2006, Hines recebeu uma indicação do Emmy para Melhor Atriz (coadjuvante/secundária) numa Série de Comédia, por seu trabalho em Curb.
No ano de 2009, participou da comédia romântica The Ugly Truth. De 2011 a 2014, integrou o elenco principal do seriado Suburgatory.

### Vida pessoal
Foi casada com Paul Young com quem teve uma filha, Catherine Rose. Participa regularmente de partidas de pôquer beneficentes, incluindo em programas como Celebrity Poker Showdown e Pro-Am Poker Equalizer.